# Aida (film fra 1911)
 For alternative betydninger, se Aida. (Se også artikler, som begynder med Aida)
Aida er en amerikansk stumfilm fra 1911.

## Medvirkende
- Mary Fuller som Aida
- Marc McDermott som Radames
- Nancy Avril som Amneris
- Charles Ogle
- Guy Coombs